# Гетероарини
Гетероарини (рос. гетероарины, англ. heteroarynes, [hetarynes]) — похідні гетероаренів, утворені заміною формального вуглець-вуглецевого подвійного хімічного зв'язку на формальний потрійний зв'язок (з втратою двох гідрогенних атомів).